# Poiré
Pour les articles homonymes, voir Poiré (homonymie).
Le poiré est une boisson alcoolisée effervescente, similaire au cidre, de couleur jaune pâle à jaune doré, obtenue par fermentation du jus de poire issu de variétés spécifiques de « poires à poiré ». Sa fabrication est inscrite à l'inventaire du patrimoine culturel immatériel en France en 2019. 

## Production
La production en France est extrêmement limitée en raison de la rareté des « poiriers à cidre » adéquats, à l’exception du Bas-Domfrontais dont le climat et le sol conviennent bien.
Régions productrices :
- en France :
  - Orne Domfrontais (Domfront AOP)
  - le sud de la Manche, principalement autour de Barenton
  - le nord de la Mayenne
  - le nord de l'Ille-et-Vilaine
  - le nord du Loir-et-Cher (le Perche)

Il se produit du poiré de manière traditionnelle et ancestrale en Picardie, en particulier en Pays de Bray picard, au nord-ouest du Beauvaisis, dont Louis Graves, au XIXe siècle, écrit que « sa grande ressemblance avec le vin de Champagne en facilite le débit ». En Normandie, le poiré est parfois surnommé le « champagne normand »,.
- au Québec :
  - Montérégie
  - Estrie
  - Île d'Orléans
  - Charlevoix
- en Grande-Bretagne (perry) :
  - Sussex
  - Kent
  - Worcestershire (AOP)
  - Gloucestershire (AOP)
  - Herefordshire  (AOP)
  - Pays de Galles
- en Californie :
  - Napa Valley
- en Allemagne (Birnenmost) :
  - Wurtemberg
- en Autriche :
  - Mostviertel
- en Suède (päroncider)
- en Espagne (perada)

## Variétés
La principale variété de poire utilisée pour la confection du poiré dans la Domfrontais est le Plant de Blanc, la poire de Loup dans le Perche. Au nord-ouest du Beauvaisis, on presse la poire de fusée, appelée fisée en Normandie.

## Alcoométrie
Le titre alcoométrique volumique acquis du poiré est supérieur à 3 %.

## Appellation d’origine contrôlée
Le poiré de Domfront bénéficie d’une appellation d'origine contrôlée depuis 2002 et reconnu en appellation d'origine protégée depuis 2006. Le cahier des charges de cette appellation impose la réalisation de l'ensemble des étapes d'élaboration dans l'aire géographique constituée d'une quarantaine de communes, depuis l'origine des fruits issus de vergers identifiés, constitués uniquement de poires à poiré (poires à cidre) comme la Plant de Blanc, l'Antricotin, la Fausset..., jusqu'à la prise de mousse en bouteille. Cette dernière s'effectue naturellement, sans pasteurisation, ni ajout de gaz exogène, ni de sucres. Le poiré Domfront est un pur jus de poire à poiré comprenant minimum 40 % de jus de la variété Plant de Blanc, reconnue pour donner un jus clair et aromatique. Comme toute appellation d'origine, des contrôles sont effectués à toutes les étapes d'élaboration et notamment une dégustation par un jury d'experts formés. L'organisme certificateur de l'appellation d'origine Domfront est Certipaq. 
Les paysages du Domfrontais portent une forte empreinte de la culture du poiré, rythmés par les vergers de pommier et ceux magnifiques des poiriers, dont la hauteur impressionne et la forme évoque celle des nuages, d'un blanc magnifique à la floraison. Et là où le nombre de poiriers ne suffit pas pour une production de poiré, les poires sont simplement pressées avec les pommes 

## Eau-de-vie
L’eau-de-vie de poiré est produite à partir de jus de « poires à poiré » fermenté puis distillé. Avec du moût de poire à poiré et de l'eau de vie de poiré, se fabrique un mistelle analogue au pommeau pour les pommes, comme le poirineau. L'eau-de-vie de poiré de Normandie bénéficie d'une indication géographique depuis 2014.
Parmi les calvados, le « Calvados Domfrontais » (AOC depuis 1997) est obtenu à partir de pommes mais aussi 30 % de poires à poiré minimum.

## Poiré de glace
Le poiré de glace est produit au Québec à partir de jus de poires concentré par l'action du froid naturel durant les rigoureux hivers québécois.

## Tourisme
La Route du poiré, route touristique balisée longue de 83 kilomètres, permet de parcourir la région comprise entre la rivière Mayenne et Barenton (Manche).
À Barenton, se situe le musée du poiré, dans les bâtiments d'un corps de ferme du bocage normand. Son verger conservatoire présente 46 espèces de poiriers à poiré.
Mantilly (Orne) organise le dernier week-end de juillet la fête du poiré, ainsi qu'une course pédestre le troisième dimanche d'avril : la Course des poiriers en fleurs.
La distinction AOP de son poiré et le paysage préservé très caractéristique que cette production a généré ont justifié l'attribution au Domfrontais du label site remarquable du goût.